# 三文堂筆業
三文堂筆業は「TWSBI（ツイスビー）」ブランドの万年筆を開発・製造・販売する台湾の筆記用具メーカー。

## 概要
前身は王仁森、王成昌親子により設立された太幸精密工業で、当初はヨーロッパやアメリカ向けの万年筆、レゴブロックの製造などを請け負っていた。その後Montesaという社名を経て2009年、自社ブランドの立ち上げを決意し三文堂筆業をスタートさせた。2010年の「Diamond 530」を皮切りに、太幸精密工業時代からのプラスチックと金属加工のノウハウを生かしたユニークな万年筆をリリースし続けている。

## ブランド名
ブランド名の由来となったのは社名の「三文堂」である。三文堂を英語に音譯した「San Wen Tong」の頭文字を逆にした「TWS」に、中国語で万年筆（鋼筆）の「筆」を表す音譯である「Bi」を加え「TWSBI」とした。TWSBIにはまた「台湾の筆（Taiwan(TW)'s Bi）」という意味も含まれている。なお「三文堂」の意味は「三つの文化の殿堂」であり、かつて清朝第6代皇帝の乾隆帝が秘蔵した三つの偉大な书法（カリグラフィー）「快雪時晴帖」、「中秋帖」、「伯遠帖」と、それらを収蔵するため建立された三希堂をイメージしている。現在「快雪時晴帖」は台北の国立故宮博物院が、「中秋帖」と「伯遠帖」は北京の故宮博物院が所蔵している。

## 主な製品
TWSBI万年筆の特長として、豊富なカラーバリエーション、内蔵ピストン式のメカニカルなインク吸入構造、ポリカーボネートのデモンストレーター（透明ボディ）、分解・メンテナンスが容易で専用ツールも付属することなどが挙げられる。ニブはEF＝極細、F＝細、M＝中、B＝太、Stub＝スタブ1.1から選択できる。スタブは縦横太さの異なる文字が書ける特殊なペン先である。
- Classic - 他のシリーズとは異なるクラシカルな雰囲気のデザインと不透明ボディ。ボディ継ぎ目にインク残量確認用の透明部分がある。
- Diamond - 初代530以降、540、580と続く主力シリーズ。580のショートモデルMiniもある。過去のモデルではグリップ部の破損が問題となったため、580/Mini以降はグリップ部にメタルパーツが追加された[5]。ピストン式のインク吸入、デモンストレーター、分解・メンテナンスが容易な構造と専用工具など、TWSBI万年筆の代表的なフィーチャーをすべて備えている。530が2010年レッド・ドット・デザイン賞（プロダクトデザイン部門）を獲得した[1]。
- ECO - ECO（エコノミー）の名が示すとおり、Diamondシリーズと同じ特徴を持ちながら価格を抑えたエントリーシリーズ。
- GO - スプリング式のピストンをプッシュするだけの簡単インク補充。「レディ・トゥ・ゴー（すぐ使える）」が名称の由来。最も廉価なシリーズ。
- Micarta - 絶版。インク補充はコンバーター式。クリップ有無で2種類のバージョンがあった。キャップのシーリング不足や、ベークライト製のボディがインクで汚れやすいなどの問題があった[6]。
- VAC - レギュラーサイズの700RとショートモデルのMiniがある。デモンストレーター。インク補充はプランジャー式で、専用インクボトルも用意されている。

## ピストン式
TWSBIの万年筆はインクの補充方法として、VACとMicartaを除き一貫して内蔵ピストン式を採用し続けている。自社のメカニズムに絶対の自信を持っていた王親子は、台湾や海外の有名ペンフォーラムでダイレクトマーケティングを行った。ピストン式の優位性を説き、他社製品からの乗り換えを促した。価格が数倍する高級品ペリカンM800を引き合いに出し、比較させたこともあった。地道なマーケティングが功を奏し、TWSBIの売り上げに呼応してフォーラムでの評価も向上、やがてフォーラムでトップ10クラスの人気を得られるまでになった。